# Димитровска пионерска организация „Септемврийче“
Димитровската пионерска организация „Септемврийче“ е детско-юношеска организация в Народна република България.
Създадена е на 2 ноември 1944 г. с решение № 7, т. 16 на Политбюро на ЦК на БКП, което възлага на РМС, „като пръв помощник и резерв на партията“, да изгради детско-юношеска пионерска организация и да се заеме с нейното пряко ръководство. Членовете ѝ са деца между 9 и 14-годишна възраст. Всекидневната им дейност е осъществявана под ръководството на Димитровския комунистически младежки съюз. Към 1967 година членовете на ДПО „Септемврийче“ наброяват приблизително 700 000 души.
Децата, ненавършили 9 години, също имат своя организация – Чавдарчета. Визуално разликата между двете е отличителната връзка, която е небесно синя при чавдарчетата и червена за пионерите.
След 14-годишна възраст членовете на ДПО „Септемврийче“ постъпват в ДКМС - масова младежка комунистическа организация, пряко ръководена от БКП, и стават комсомолци.

## Организация
Пионерите са ръководени от ДКМС – българския комсомол, по поръчение на управляващата в страната комунистическа партия. Централният комитет на ДКМС създава Централния съвет на ДПО „Септемврийче“. Най-висшият орган на организацията е Републиканският пионерски сбор. Пионерската организация е разделена на отряди и дружини с техни отрядни и дружинни председатели и ръководители.
Преди Деветосептемврийския преврат от 1944 г. по подобен начин е организирана казионната „Бранник“ в България и Хитлерова младеж в Германия.
Целта на пионерското движение е да възпитава в децата в трудолюбие, дисциплина и родолюбие. За да осъществи тези си цели правителството изгражда и поема издръжката на стотици пионерски домове, лагери, станции на младите техници и агробиолози, пионерски стаи и кабинети, школи по изкуствата и редица спортни съоръжения и състезания. Днешната семинария в София е била Централен пионерски дворец по време на социализма.

## Структура
Димитровската пионерска организация „Септемврийче" се изгражда на учебно-териториален признак и има следната структура: окръжни, градски, районни и общински организации; дружини, отряди със звена и чети „Чавдарче" с десетки. За организиране на разностранна работа с пионерите се създават и клубове, команди, кръжоци, състави, секции по интереси и местожителство.

### Пионерска дружина
Пионерската дружина е основна организационна единица в пионерската организация. Изгражда се в начални, основни, средни и специални училища при наличието най-малко на два отряда. В малките училища, където броят на пионерите е от 5 до 35, се създава отряд, който влиза в състава на най-близката пионерска дружина. В лагерите и лагер-школите се създават временни пионерски дружини.
Дружинен сбор
Дружинният сбор е висш ръководен орган на пионерската дружина, който може да има делови или тържествен характер. Ръководи се от дружинния съвет и се свиква най-малко 4-5 пъти в годината. Чрез дружинния сбор колективът като цяло дава израз на своето мнение и взема решения.
Дружинен съвет
Дружинният съвет е изпълнителен орган на дружината. Той организира и ръководи нейната дейност. Дружинният съвет изработва планове за работата на дружината, ръководи изпълнението на взетите решения, разрешава изразходването на средства от бюджета.
Дружинният съвет се грижи за работата на пионерските отряди с четите „Чавдарче" и за подготовката на чавдарчетата за приемането им в пионерската организация; организира различни кръжоци, клубове, секции, състави и др., като системно контролира и отчита тяхната дейност.
В състава на дружинния съвет влизат от 3 до 15 пионера. За членове на дружинния съвет може да се избират и осмокласници. Кандидатите се избират индивидуално, с явно гласуване. Сборът решава кой да бъде председател на дружинния съвет и определя знаменосец с двама асистенти. Дружинният ръководител по право е член на дружинния съвет.
Към дружинния съвет се изграждат различни помощни органи, които организират определена дейност в дружината.
Дружинният съвет води дневник за своята дейност и летописната книга на дружината.
Дружинният съвет има право:
- да прави предложения пред партийната организация в училището, директора и учителския съвет, пред комитета на комсомола и съветите на пионерската организация по въпроси, свързани с подобряване живота в дружината и училището;
- да връчва знамето на отрядите и четите и да утвърждава патроните на отрядите;
- да отчита съревнованието и да определя първенците;
- да награждава и да прави предложение пред комсомолските комитети и училищното ръководство за награждаването на пионерски отряди, чети „Чавдарчета", команди, кръжоци, клубове, секции, състави и отделни пионери;
- да дава препоръки на пионерите, които кандидатствуват за членове на комсомола;
- да утвърждава решенията на отрядите за изключване на пионери от организацията.

### Пионерски отряд
Пионерският отряд е основен първичен колектив в дружината. Изгражда се към паралелките. Отрядите към слетите класове обединяват пионери от различни възрасти. Там където децата прихождат от съседни населени места в дружината на средните училища, се създават и сборни отряди по села и махали.
Отрядът се състои от звена. Те са най-малките колективи и спомагат за включването на всички пионери в живота на организацията.
Висш ръководен орган на пионерския отряд е отрядният сбор. Провежда се най-малко един път в месеца.
Работата на отряда се ръководи от отряден съвет, съставен от 3 до 7 пионера, които се избират индивидуално, с явно гласуване. Отряд с по-малко от десет пионера избира само председател. Отрядният ръководител по право влиза в отрядния съвет.
Отрядният съвет е изпълнителен орган на отряда. Той подготвя плановете, които се приемат на отряден сбор, възлага и контролира пионерските поръчения, обсъжда въпроси, свързани с живота на отряда, подготвя и провежда отрядни сборове, вечери, походи, конкурси, състезания и др., грижи се всеки пионер да има конкретно поръчение.

## Тържествена клетва
| „ | Аз, димитровският пионер, тържествено обещавам пред другарите си и своя героичен народ да се боря всеотдайно за делото на Българската комунистическа партия, за победата на комунизма. Да бъда верен на заветите на Георги Димитров, да изпълнявам законите на димитровския пионер. Обещавам да бъда достоен гражданин на моето мило отечество - Народна република България. | “ |

## Символи

### Знаме
Знамето на пионерското движение е червено „като кръвта на бойците паднали за народна свобода“. Знамето е символ на вярност към делото на пролетарската революция, към комунистическата партия и към Родината. Всеки пионерски отряд и дружина имат свои знамена, които се съхраняват в пионерската стая. Изнасят се на официални и национални празници.

### Връзка и значка
Пионерите носят червена връзка, вързана на възел около врата. Тя символизира парче от пионерското знаме. Трите ѝ върха и възелът символизират единството на комунисти, комсомолци и пионери. Същото значение има и тривърхият пламък, който се намира над петолъчната звезда на пионерската значка с образа на Георги Димитров.

### Поздрави
На Бъди готов! пионерът отговаря с Винаги готов! и отдава пионерски поздрав с дясната ръка, вдигната над челото с изправени един до друг пръсти, свита в лакътя под прав ъгъл. Допрените един до друг пръсти символизират дружбата между петте континента. Пионерът отдава поздрав и при изпълнение на Химна на Народна република България, при среща на знамето и при полагане на венци пред паметници.

### Химн
Химн (марш) на ДПО „Септемврийче“ е песента „Пейте в светлата родина...“ по текст на Асен Босев.